# Пречистино (Следневское сельское поселение)
Пречистино — деревня в Александровском районе Владимирской области России. Входит в состав Следневского сельского поселения.
До упразднения уездно-губернского деления входило в состав Тирибровской волости Александровского уезда Владимирской губернии.

## География
Деревня расположена у реки Верходубенка, при автодороге 17А-2, в 14 км на северо-запад от центра поселения деревни Следнево и в 21 км на северо-запад от города Александрова.

## История
В XIX — начале XX века деревня входила в состав Тирибровской волости Александровского уезда. В 1859 году в деревне числилось 4 дворов, в 1905 году — 7 дворов, в 1926 году — 10 дворов.
С 1929 года деревня входила в состав Старовского сельсовета Александровского района, с 1941 года — в составе Арсаковского сельсовета Струнинского района, с 1965 года — в составе Александровского района, с 2005 года — в составе Следневского сельского поселения.

## Население
| 1859 | 1905 | 1926 | 2002 | 2010 | 2021 |
| ---- | ---- | ---- | ---- | ---- | ---- |
| 38   | ↗45  | ↗46  | ↘2   | ↗7   | ↗20  |

## Инфраструктура
Личное подсобное хозяйство с зоной сельскохозяйственного использования, индивидуальная застройка усадебного типа.

## Транспорт
Деревня доступна автотранспортом.  